# La signora dell'auto con gli occhiali e un fucile
La signora dell'auto con gli occhiali e un fucile (The Lady in the Car with Glasses and a Gun) è un film del 1970 diretto da Anatole Litvak, tratto dal romanzo omonimo dello scrittore francese Sébastien Japrisot, coautore anche della sceneggiatura. Nel 2015 ne è stato realizzato un rifacimento omonimo per la regìa di Joann Sfar.